# Excidobates
Excidobates is een erkend geslacht van kikkers uit de familie pijlgifkikkers (Dendrobatidae). De groep werd voor het eerst wetenschappelijk beschreven door Evan Twomey en Jason L. Brown in 2008.
Er zijn drie soorten, inclusief de pas in 2012 beschreven soort Excidobates condor. Alle soorten komen voor in Zuid-Amerika en leven endemisch in Peru. Ze zijn alleen bekend van één locatie langs de rivier Río Marañón, op een hoogte van 200 tot 1500 meter boven zeeniveau.

## Taxonomie
Geslacht Excidobates
- Soort Excidobates captivus
- Soort Excidobates condor
- Soort Excidobates mysteriosus